# Január 6-i diktatúra

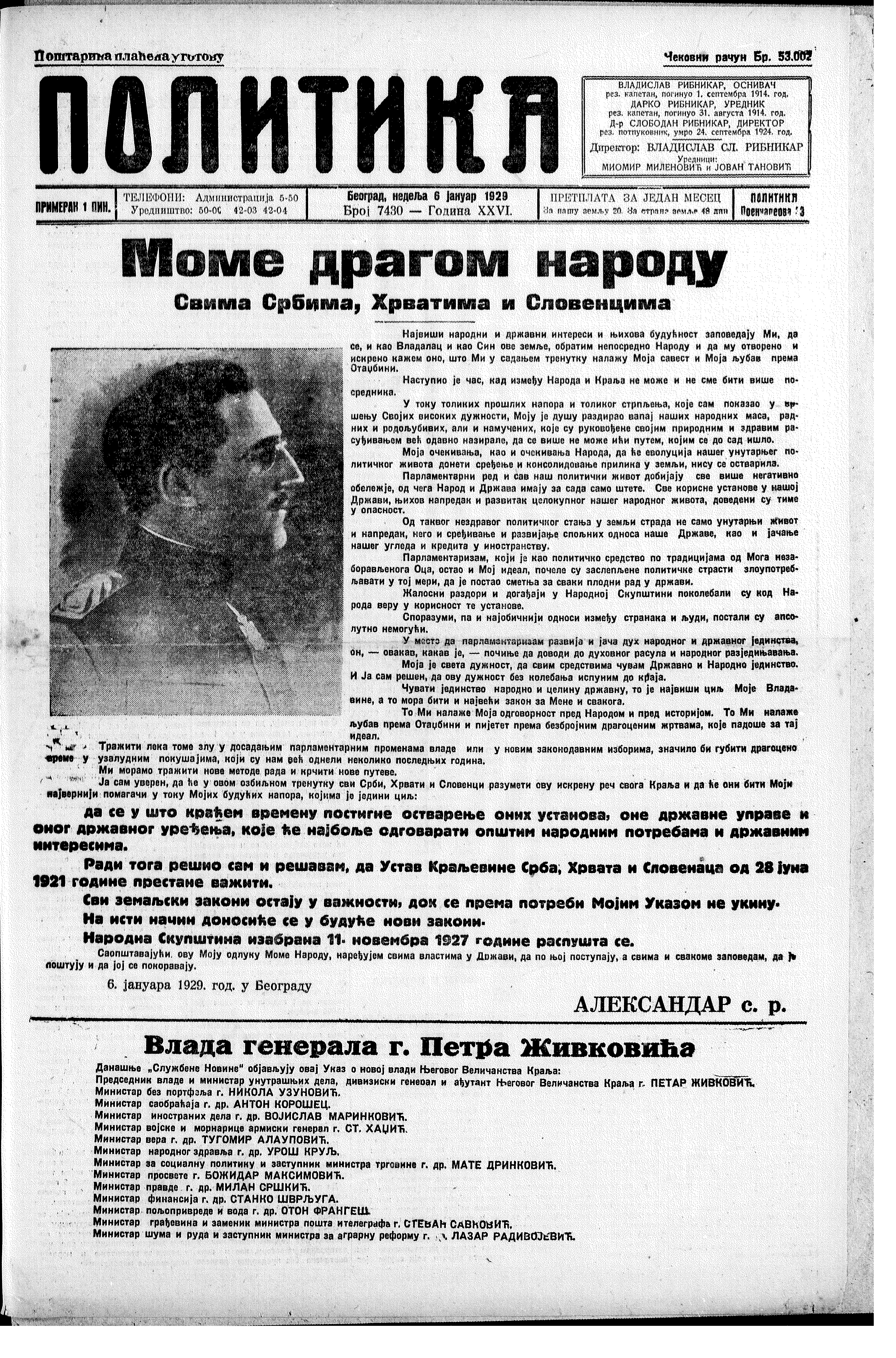
A Politika belgrádi napilap 1929. január 6-i példányának címlapja

A január 6-i diktatúra (horvátul: Šestosiječanjska diktatura, szerbül: Шестојануарска диктатура) elnevezés arra a monarchista diktatúrára utal, amelyet I. Sándor jugoszláv király vezetett be a Szerb–Horvát–Szlovén Királyságban 1929. január 6-án. A diktatúrát elrendelő kiáltvánnyal eltörölték a Vid-napi alkotmányt, feloszlatták a nemzetgyűlést, megtiltották minden politikai párt, szakszervezet stb. munkáját, betiltották a politikai összejöveteleket és szigorú cenzúrát vezettek be. Minden politikai hatalom a király kezében összpontosult. Felerősödött a rendőrterror; a politikai ellenfeleket nemcsak bebörtönözték, hanem meg is gyilkolták. Kihirdették az „integrált Jugoszlávia” ideológiáját. Az állam neve Jugoszláv Királyságra változott, melyet kilenc banovinára (bánság) osztottak (a tizedik banovina a területileg legkisebb, Belgrád város közigazgatása volt), egyúttal határaikkal együtt megszüntették a történelmileg kialakult államjogi entitásokat. Ez a döntés a brit nagykövet javaslata nyomán született az ország jobb decentralizálására, Csehszlovákia mintájára. Sándor királyt a marseille-i merényletben ölték meg 1934-ben. A következő évben választásokat tartottak, de a diktatúra szilárd formái továbbra is fennmaradtak.

## A diktatúra bevezetése

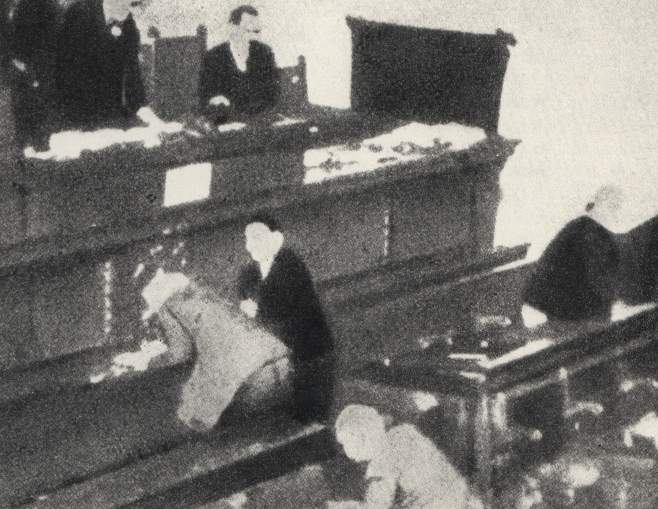
A belgrádi parlamenti merénylet

A király kihasználva Stjepan Radić horvát parasztpárti vezér és társai belgrádi nemzetgyűlésben történt meggyilkolását és az azt követő nemzetgyűlési blokádot, a király 1929. január 6-án közzétett kiáltványában kijelentette, hogy „azok a sajnálatos viszályok és események (...) megrendítették a nép hitét annak az intézménynek a hasznosságában" és hogy ezért „nem lehet több közvetítő" a király és a nép között. Eltörli a Vid-napi alkotmányt, és személyesen veszi át a hatalmat. Petar Živković tábornokot nevezi ki miniszterelnöknek, de katonai személyek más polgári beosztásokba is kerültek, különösen Horvátországban és Macedóniában. A nemzetgyűlést feloszlatták, minden nemzeti, vallási vagy regionális jellegű politikai pártot betiltottak; bevezették az újságok és könyvek szigorú cenzúráját, betiltottak minden politikai összejövetelt, szakszervezetet stb. Megalakult a Jugoszláv Nemzeti Párt, amely a rezsim ideológiáját hivatott hirdetni.
A kialakult rezsim számos érintkezési ponttal rendelkezik a fasizmussal, ezért gyakran használják a monarcho-fasiszta diktatúra (ún. balkáni fasizmus) elnevezést, bár a rezsim ideológiai és intézményi alapja nem fasiszta a szó teljes értelmében. Hasonló diktatúrák jöttek létre ekkor Kelet- és Délkelet-Európa más országaiban is. Mindezek gazdaságilag és társadalmilag elmaradott agrárországok voltak, de a Jugoszláv Királyság részei soknemzetiségükben jelentősen különböztek egymástól. Ezt a rezsim az „integrált Jugoszlávia” ideológiájának népszerűsítésével próbálta feloldani.

## A politikai ellenfelek üldözése

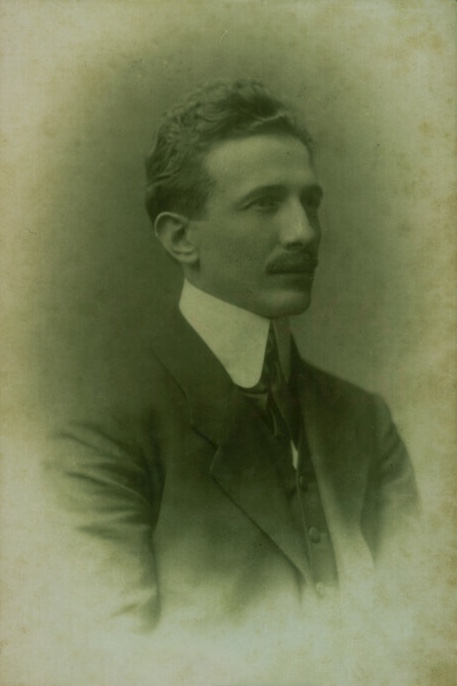
Milan Šufflay

Külön Államvédelmi Bíróság jött létre, amely gyors eljárásban ítélkezett a politikai ellenfelek felett. Az olyan illegális radikális csoportokat és szervezeteket, mint a horvát és macedón nacionalisták, az albán és montenegrói szeparatisták és a kommunisták (amelyek ellen már 1920-ban kiáltványt fogadtak el), különösen üldözték. Fokozódott a rendőrterror: verések, kínzások, gyilkosságok. Dr. Milan Šufflay horvát történészt a háza előtt, az utcán ölték meg Zágrábban, amely Albert Einstein és Heinrich Mann által aláírt nemzetközi petícióhoz vezetett. Einstein és Mann levelükben a jugoszláv királyt kifejezetten felelősnek tartották ezekért a körülményekért. (A politikai terror különféle módszerei azonban már megalakulása óta jellemzőek voltak a Szerb-Horvát-Szlovén Királyságra.)
1929 és 1932 között a Jugoszláv Kommunista Párt (KPJ) és a Jugoszláv Ifjúkommunisták Szövetsége (SKOJ) körülbelül 400 tagját ölték meg. A nagy veszteségekhez hozzájárult a KPJ vezetésének fegyveres lázadás előkészítésére vonatkozó utasítása, amelyet a Komintern hatodik kongresszusa a kapitalizmus közeledő általános válságának értékelése alapján indított el. Az usztasák 1932-es felkelési kísérlete (velebiti felkelés) szintén irreális volt, azonban erős hatást ért el. (Később, a Független Horvát Állam megalakulása után Ante Pavelić első jogi aktusa a legfelsőbb bíróságokat létrehozó nép- és államvédelmi jogszabály megalkotása volt. Amikor 1945-ben a kommunisták hatalomra kerültek, ők is ugyanígy próbálkoztak. )

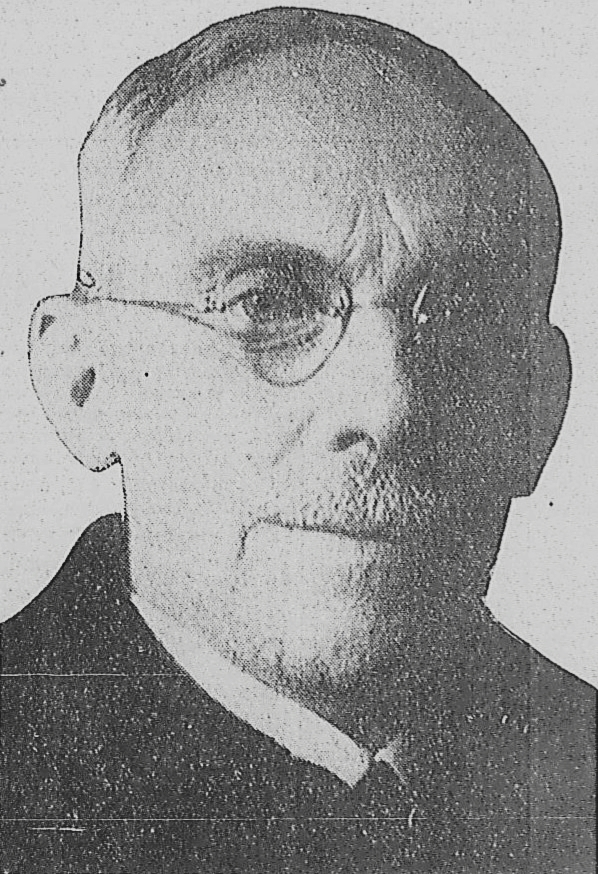
Vladko Maček

Vladimir Mačeket 1929. december 22-én tartóztatták le. Letartóztatása után 1930. január 4-ről 5-re virradó éjszaka a többi vádlotttársával együtt a belgrádi Államvédelmi Bíróság elé került. A belgrádi Államvédelmi Bíróságon 1930. június 14-én lezajlott (6 hétig tartó) tárgyalás után a bíróság 14 főt 6 hónaptól 15 évig terjedő börtönbüntetésre ítélt, kilencüket pedig, köztük Mačeket is felmentette, és kiengedték őket a börtönből. A Horvát Parasztpárt (HSS) alelnökét, Josip Predavecet a Seljačka zadružna bank összeomlása miatt tartóztatták le, és 2,5 év börtönre ítélték. Maček Emlékirataiban azt állítja, hogy a bank összeomlását valójában a rezsim okozta, amely a Jugoszláv Nemzeti Bankon keresztül irányította a bankrendszert. Később, 1933 júliusában Predavecet Dugo Selóban a háza előtt ölték meg.
Svetozar Pribićevićet, a szerb papokat tömörítő Független Demokrata Párt elnökét, amely a HSS-szel állt koalícióban, először a Kopaonik lábánál fekvő Brus faluban tartóztatták le és internálták, majd amikor megbetegedett, Belgrádba szállították, ahol 1931 júliusáig elszigetelve maradt a nyilvánosságtól, amikor kiengedték, és külföldre távozhatott. Az emigrációban Prágában és Párizsban élt, majd Prágában halt meg 1936-ban. A HSS vezetői Juraj Krnjević és August Košutić, valamint a radikális nacionalisták, köztük Ante Pavelić (a horvát blokk képviselője a nemzetgyűlésben), Gustav Perčec, Branimir Jelić és mások emigrációba kerültek.
A legtöbb ellenzéki szerb politikus aktív ellenállás nélkül fogadta el a diktatúra bevezetését. Dragoljub Jovanovićot, a Gazdaszövetség balszárnyának vezetőjét, aki 1932-ben brossúrát adott ki „Mibe kerül nekünk egy veszekedés a horvátokkal?” címmel, egy év börtönre ítélték.

## Az „integrált Jugoszlávia” ideológiája
Kihirdették az integrált Jugoszlávia ideológiáját. Az ország nevét 1929. október 3-án Jugoszláv Királyságra változtatták. Az ország közigazgatásilag kilenc bánságra oszlott, amelyek határai nem követték a történelmi határokat, és kifejezett célja a történelmi közigazgatási egységek felosztása volt. Tilos volt minden nemzeti jelkép (zászló, címer, himnusz stb.) és minden „törzsi” (nemzeti) szervezet munkája. (Gyűlöletkeltő hangneme miatt a jugoszláv nacionalista szervezetet, az Orjunát is betiltották, de ideológiáját és módszereit átvették.) Csak a rezsim formálisan jugoszláv szervezetei működtek. A jugoszlávizmus előmozdítására új egyesületek jöttek létre: Jugoslavenska akcija, Soko Kraljevine Jugoslavije, stb., és ösztönözték a meglévők munkáját is: Narodna obrana, Udruženje četnika za slobodu i čast Otadžbine, stb. A rezsim ideológusai Cavour elvét követték: „Mi teremtettük Jugoszláviát, teremtsünk jugoszlávokat!”.

## A diktatúrát támogató erők

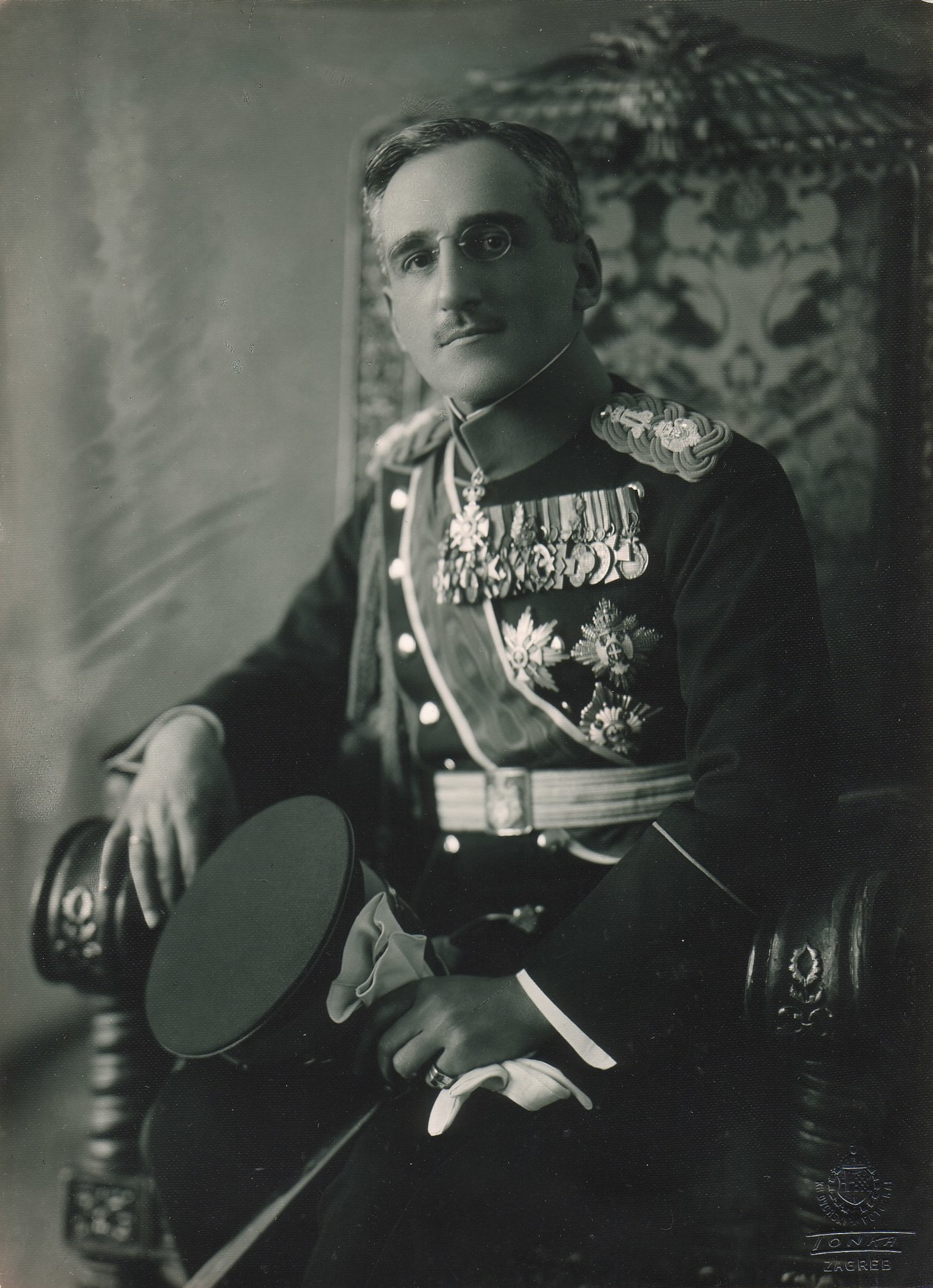
I. Sándor jugoszláv király

A diktatúra bevezetésekor a király támaszkodott a katonai parancsnokokra és a csendőrségre (amely a hadsereg része volt), az engedelmes államigazgatásra, az udvarhoz kötődő szerb politikusok egy csoportjára, valamint a nagytőke képviselőire, akik érdekeltek voltak a „béke és rend" fenntartására az országban. Szlovéniában támogatást kapott a szlovén liberálisoktól, valamint Anton Korošectől, a Szlovén Néppárt (SLS) elnökétől is, aki be is lépett Petar Živković tábornok kormányába. Később azonban (1933-ban) Korošecet és egy csoport SLS-vezetőt internáltak Hvarra.
Petar Živković tábornok kormányában öt horvát is helyet kapott, a nagytőke képviselői, a HSS politikai ellenfelei, akik közül hárman kulcsfontosságú gazdasági portfólióval rendelkeznek: Slavko Švrljuga, a zágrábi tőzsde elnöke és a Horvát Gyáriparosok Szövetségének alelnöke pénzügyminiszter lett; Želimir Mažuranić, a nagyvállalatok jogi képviselője, kereskedelmi és ipari miniszter; Oto Frangeš pedig, aki az első világháború előtti boszniai kormány tagja volt, a mezőgazdasági miniszter lett.
A király azon országok támogatására is számíthatott, különösen Franciaországra és Csehszlovákiára, amelyek jelentős tőkét fektettek be a királyságba. Franciaország is érdekelt volt a királyság stabilitásában a Mussolini vezette Itáliával való konfliktusban (ezért is nyújtott segítséget az usztasáknak). Idővel azonban a demokratikus országokban megjelent a jugoszláv diktatúra határozott elítélése, így Franciaország és Csehszlovákia 1931-ben nyomást gyakorolt a királyra, hogy hajtson végre korlátozott reformokat.
A király azon alsóbb rétegek támogatására is számíthatott, akik elégedetlenek voltak a politikusok hiábavaló civódásával. A Živković-kormány nyilatkozata azt ígérte, hogy a rezsim törődik az emberek gazdasági és társadalmi problémáinak felszámolásával. A korábbi „eredménytelen pártoskodással” szemben propagálták a „nemzeti erők és szellemi energiák koncentrálását” a gazdaságban, az oktatásban és a politikában.

## Az oktrojált alkotmány és az ellenállás erősödése
1931-ben a király feladta nyílt személyi diktatúráját, de valójában semmi sem változott. Elfogadták az oktrojált alkotmányt, és hivatalos parlamenti választásokat tartottak, amelyeken csak egy párt indulhatott, a rezsim Jugoszláv Radikális Unió (JRZ) nevű pártja.
A diktatúra igen szűk társadalmi és politikai bázissal rendelkezett, és gazdaságilag sikertelen volt. Ugyanabban az évben, amikor a diktatúrát bevezették, nagy gazdasági válság tört ki a világban, amely Jugoszláviát is érintette. A diktatúra gazdaságilag csak a nagytőkések, különösen a pénzügyi oligarchia számára volt előnyös. A „törzsi” különbségek lerombolásának ideológiája minden nemzetben ellenkező hatást váltott ki. Sokan, akik kezdetben támogatták, visszavonultak, és akik passzívvá váltak, vagy aktív ellenállásba kezdtek.
1932. november elején a paraszt-demokrata koalíció közzétette az ún. zágrábi pontokat, Ante Trumbić és Mile Budak aláírásával. Az állásfoglalás miatt Mačeket 3 év börtönbüntetésre ítélték.
A szerb ellenzék (Demokrata Párt, Gazdaszövetség) megváltoztatta politikai hovatartozását, és elfogadta a paraszt-demokrata koalícióval való együttműködést és a föderalizmust, mint a jugoszláviai nemzeti kérdés megoldását.

## A diktatúra vége
1934-ben Sándor királyt megölték a marseille-i merényletben. Pál régensherceg alatt a rendszer meglazult, és 1935-ben választásokat írtak ki, amelyeken az egyesült ellenzék is részt vett. Bár a parlamentarizmus újjáalakult, és a Horvát Banovina 1939-es megalakulásával a centralizmus és az integrált Jugoszlávia ideológiája feladódott, az oktrojált alkotmány a Jugoszláv Királyság 1941 áprilisi háborús összeomlásáig érvényben maradt.

## Fordítás
Ez a szócikk részben vagy egészben  a(z)   Šestosiječanjska diktatura című horvát Wikipédia-szócikk ezen változatának fordításán alapul.  Az eredeti cikk szerkesztőit annak laptörténete sorolja fel. Ez a jelzés csupán a megfogalmazás eredetét és a szerzői jogokat jelzi, nem szolgál a cikkben szereplő információk forrásmegjelöléseként.